# Extrim
Extrim – pierwsza od 25 lat studyjna płyta zespołu Krzak, wydana w maju 2008, nakładem wytwórni Metal Mind Productions. Album nagrano podczas trzech sesji w Studio Music Projekt w Katowicach oraz studio HH Poland w Gliwicach. Do tytułowego utworu „Extrim” nakręcono teledysk.
Płyta dostępna jest w dwóch wersjach: standardowej oraz digi, zawierającej 2 bonusowe nagrania.
Określono ją jako reprezentującą m.in. gatunki blues, rock, blues rock i jazz rock.

## Lista utworów
1. „Krzak” – 2:57
2. „Kattowitz” – 4:49
3. „Evolving” – 3:07
4. „Lakis” – 4:53
5. „Wysoki lot” – 5:59
6. „Blues in D” – 4:47 (bonus)
7. „W bajkowym świecie Księcia Basu” – 8:07
8. „Forma 47” – 4:56 (bonus)
9. „4. Numer” – 9:39
10. „Extrim” – 5:17
11. „Andrea” – 2:12

## Twórcy
- Jan Błędowski – skrzypce
- Leszek Winder – gitara
- Krzysztof Ścierański – gitara basowa
- Andrzej Rusek – gitara basowa
- Ireneusz Głyk – perkusja